# Tallo de hierro
Tallo de hierro (nombre original: Ironweed) es una película estadounidense dramática de 1987 dirigida por Héctor Babenco y protagonizada por Jack Nicholson, Meryl Streep, Carroll Baker y Tom Waits. Está basada en la novela homónima de William Kennedy, quien también escribió el guion.

## Sinopsis
Durante la depresión de la década de 1930, Francis Phelan deambula por la ciudad. Francis es un jugador de béisbol acabado y retirado que abandonó a su familia en la década de 1910, cuando accidentalmente dejó caer a su hijo al suelo, causando la muerte del chico. Se da a entender que estaba borracho en ese momento, pero Francis afirma que solo estaba cansado y no entiende por qué nadie creerá en su historia. Desde entonces, ha sido un vagabundo, deambulando por las calles y castigándose recordando a tipos que conoció que murieron en diferentes circunstancias. Deambulando por su ciudad natal de Albany en Halloween en 1938, Phelan busca a su amante y compañera de bebida, Helen Archer. Los dos sé encuentran en una misión dirigida por el reverendo Chester, y más tarde en el molino de ginebra de Oscar Reo. Durante los días siguientes, Phelan acepta 
algunos trabajos menores para apoyar a Helen, mientras lo atormentan visiones de su pasado. Finalmente, Francis regresa a la antigua casa de su familia e intenta hacer las paces con su esposa Annie Phelan, su hijo Billy y su hija Peg. Mientras tanto, un grupo de vigilantes locales se encarga de expulsar a las personas sin hogar de Albany por medios violentos. Durante el transcurso del día, una serie de eventos se desarrollan y cambian la vida de Francis para siempre.

## Reparto
| Actor               | Personaje             |
| ------------------- | --------------------- |
| Jack Nicholson      | Francis Phelan        |
| Meryl Streep        | Helen Archer          |
| Carroll Baker       | Annie Phelan          |
| Michael O'Keefe     | Billy Phelan          |
| Diane Venora        | Margaret "Peg" Phelan |
| Fred Gwynne         | Oscar Reo             |
| Margaret Whitton    | Katrina Dougherty     |
| Tom Waits           | Rudy                  |
| Jake Dengel         | Pee Wee               |
| Nathan Lane         | Harold Allen          |
| James Gammon        | Reverendo Chester     |
| Will Zahrn          | Rowdy Dick            |
| Laura Esterman      | Nora Lawlor           |
| Joe Grifasi         | Jack                  |
| Hy Anzell           | Rosskam               |
| Bethel Leslie       | Bibliotecaria         |
| Richard Hamilton    | Donovan               |
| Black-Eyed Susan    | Clara                 |
| Louise Phillips     | Chica de las flores   |
| Marjorie Slocum     | Mujer vieja           |
| Lena Spencer        | Mujer de Slatternly   |
| Lola Pashalinski    | Mujer gorda con pavo  |
| Paul A. DiCocco Jr. | Conductor de autobús  |
| Priscilla Smith     | Sandra                |
| James Dukas         | Finny                 |
| Jared Swartout      | Cap. de la Guardia    |
| Ted Levine          | Pocono Pete           |
| Martin Patterson    | Foxy Phil Tooker      |
| Terry O'Reilly      | Aldo Campione         |
| Michael O'Gorman    | Líder de la huelga    |
| Frank Whaley        | Francis Phelan joven  |

## Premios
| Año  | Resultado | Galardón                                                   | Receptor       |
| ---- | --------- | ---------------------------------------------------------- | -------------- |
| 1988 | Nominada  | Óscar al mejor actor                                       | Jack Nicholson |
| 1988 | Nominada  | Óscar a la mejor actriz                                    | Meryl Streep   |
| 1988 | Nominada  | Globo de Oro al mejor actor - Drama                        | Jack Nicholson |
| 1987 | Ganadora  | Los Angeles Film Critics Association Awards al Mejor actor | Jack Nicholson |
| 1989 | Nominada  | Festival Internacional de Cine de Moscú                    | Hector Babenco |
| 1987 | Ganadora  | New York Film Critics Circle Awards al Mejor actor         | Jack Nicholson |